# 県道155号 (台湾)
県道155号（けんどう155ごう）は、雲林県台西郷から同県北港鎮を結ぶ、全長21.168kmの台湾の県道である。

## 通過する自治体
- 雲林県
  - 台西郷
  - 四湖郷
  - 水林郷
  - 北港鎮

## 接続する道路
- 台17線
- 台61線
- 県道158号
- 県道160号
- 県道153号
- 台19線

## 施設
- 泉州国小学校
- 文生高中学校
- 四湖国中学校
- 宏仁国小学校